# 綁票追殺令
《綁票追殺令》（英語：Hard Kill）是一部2020年美國動作驚悚片，由麥特·伊斯坎達里執導，傑西·麥卡菲和布魯斯·威利主演。講述億萬富翁科技CEO持有價值非凡的先進量子系統，導致恐怖組織為了得到技術而綁架他的女兒，一支私人僱傭兵出擊並深入敵營。電影2021年8月21日由垂直娛樂在美國以VOD發行。

## 演員
- 傑西·麥卡菲飾演德瑞克·米勒（Derek Miller）
- 布魯斯·威利飾演唐納文·查默斯（Donovan Chalmers）
- 伊娃·瑪麗（英语：Eva Marie）飾演莎薩（Sasha）
- 拉拉·肯特（Lala Kent）飾演伊娃·查默斯（Eva Chalmers）
- 德克薩斯·貝托飾演尼可拉斯·福斯（Nicholas Fox）
- 瑟吉歐·瑞佐托（Sergio Rizzuto）飾演赦免者（The Pardoner）
- 泰勒·強·歐森（Tyler Jon Olson）飾演科爾頓中尉（Lt. Colton）

## 製作
在辛辛那提進行的主要拍攝始於2020年1月。拍攝期間的暫定名為《開源》（Open Source）。

## 外部連結
- 互联网电影数据库（IMDb）上《綁票追殺令》的资料（英文）